# HELLO, VIFAM
「HELLO, VIFAM」（ハロー・バイファム）は、日本のロックバンドであるTAOの3枚目のシングル。

## 背景
表題曲の「HELLO, VIFAM」は、テレビアニメ『銀河漂流バイファム』のオープニングテーマ、カップリング曲の「NEVER GIVE UP」は、エンディングテーマとして使用された。

## 制作

### HELLO, VIFAM
『銀河漂流バイファム』の主題歌はTAOが書き下ろした本曲で担当することが決まったが、日本語での吹き込み直しをワーナー・パイオニア側は覚悟していたという。ところが、制作会社である日本サンライズからの「英語でOK」の知らせを受け、驚いたという。この決定に敬意を表し、エンディング曲『NEVER GIVE UP』はTAO側から進んで日本語の詞で制作した。
冒頭および間奏でのバイファムの発進と帰艦の再現ドラマは、TAOメンバーのうちDavid Mannがパイロットとコンピュータ音声、関根安里が管制官、ジャネット辻野がマザーアームコンピュータの音声をそれぞれ演じ、レコーディングの際に実際にトランシーバーを用いてエフェクトをかけており、TAOメンバーのスタジオでの思いつきで加えられたもの。なお、TAOのアルバム『FAR EAST』にはドラマトラックを除外した、歌のみのバージョンが収録されており、当時の歌番組に出演した際もこのバージョンが放送された。
当時講談社から発売されていたテレビ絵本では、英語の歌詞はすべて片仮名で表記されていた。

## リリース
1983年10月26日に、ワーナー・パイオニアのWARNER RECORDSレーベルから7インチレコードのみで、アルバム『FAR EAST』と同時発売された。
1997年12月25日に、ワーナーミュージック・ジャパンのWEA Japanレーベルから8cmCDで再発売され、リマスタリングが施されているうえ、表題曲とカップリング曲のオリジナル・カラオケを収録している。

## 収録曲
| 全作曲: David Mann、全編曲: TAO。 |                                           |                     |            |      |
| #                                 | タイトル                                  | 作詞                | 作曲・編曲 | 時間 |
| 1.                                | 「HELLO, VIFAM」(ハロー・バイファム)      | ジャネット・辻野    | David Mann | 5:02 |
| 2.                                | 「NEVER GIVE UP」(ネヴァー・ギヴ・アップ) | 引地恵子 David Mann | David Mann | 3:01 |
| 合計時間:                         | 合計時間:                                 | 合計時間:           | 8:03       |      |

| 全作曲: David Mann、全編曲: TAO。 |                                         |                     |            |      |
| #                                 | タイトル                                | 作詞                | 作曲・編曲 | 時間 |
| 1.                                | 「HELLO, VIFAM」                        | ジャネット・辻野    | David Mann | 5:02 |
| 2.                                | 「NEVER GIVE UP」                       | 引地恵子 David Mann | David Mann | 3:01 |
| 3.                                | 「HELLO, VIFAM」(オリジナル・カラオケ)  |                     | David Mann | 5:02 |
| 4.                                | 「NEVER GIVE UP」(オリジナル・カラオケ) |                     | David Mann | 3:01 |
| 合計時間:                         | 合計時間:                               | 合計時間:           | 16:06      |      |

## メディアでの使用
| # | 曲名              | タイアップ                                                          | 出典  |
| - | ----------------- | ------------------------------------------------------------------- | ----- |
| 1 | 「HELLO, VIFAM」  | TBS-MBS系TVアニメーション『銀河漂流バイファム』オープニング・テーマ | [ 1 ] |
| 2 | 「NEVER GIVE UP」 | TBS-MBS系TVアニメーション『銀河漂流バイファム』エンディング・テーマ | [ 1 ] |

## カバー
- KATSUMI - 『オメガの扉 〜HELLO, VIFAM〜』（1998年、テレビアニメ『銀河漂流バイファム13』主題歌）
- ラスマス・フェイバー - 『ラスマス・フェイバー・プレゼンツ・プラチナ・ジャズ 〜アニメ・スタンダード〜 Vol.2』（2010年）[6]